# Pseudoligosita phaneropterae
Pseudoligosita phaneropterae är en stekelart som först beskrevs av Gennaro Viggiani 1981.  Pseudoligosita phaneropterae ingår i släktet Pseudoligosita och familjen hårstrimsteklar. Inga underarter finns listade i Catalogue of Life.